# Споры вокруг переезда «Кливленд Браунс»
Споры вокруг переезда «Кливленд Браунс» (англ. Cleveland Browns relocation controversy) или просто Переезд (англ. The Move) у болельщиков произошли после объявления владельца команды НФЛ Кливленд Браунс Арта Моделла о переезде его команды из Кливленда в Балтимор начиная с сезона 1996 года.

## Вопрос стадиона
В 1975 году, зная, что эксплуатация муниципального стадиона обходится городу более чем в 300 тыс. долл. в год, владелец «Браунс» Арт Модел подписал 25-летний договор аренды, по которому он согласился взять на себя эти расходы в обмен на квазивладение стадионом, часть годовой прибыли и капитальные ремонты на стадион за его счет. Новая компания Stadium Corporation платила городу ежегодную арендную плату в размере 150 тыс. долл. в течение первых пяти лет и 200 тыс. долл. впоследствии.
Моделл изначально обещал никогда не переводить «Браунс». Он публично критиковал переезд «Балтимор Колтс» в Индианаполис и давал показания в пользу НФЛ в судебных делах, когда лига безуспешно пыталась помешать Элу Дэвису перевести «Окленд Рэйдерс» в Лос-Анджелес. Однако Modell отказалась делиться доходами от продажи билетов с «Кливленд Индианс», которые в то время также играли на стадионе «Кливленд Стэдиум», несмотря на то, что часть доходов была получена во время бейсбольных матчей.
В 1990 г. жители Кливленда одобрили строительство нового спортивно-развлекательного комплекса «Гейтвей», который включал в себя новый стадион только для бейсбола и арену. Моделл, полагая, что его доходам ничто не угрожает, решил не участвовать в проекте, в рамках которого были построены Прогрессив-филд для «Индианс» и Ганд Арена для «Кливленд Кавальерс». Предположения Моделла оказались неверными, а доходы «Стэдиум Корпорейшн» от аренды резко сократились, когда «Индианс» переехали на «Джейкобс Филд» в 1994 г. Растущие зарплаты игроков оказали дополнительное финансовое давление на владельца «Браунс». C 1993 по 1994 г. Моделл по собственным словам потерял 21 млн долл.

## Финансовые соображения
Благодаря массовому и относительно постоянному росту стоимости франшиз НФЛ с момента основания лиги в 1920 г., лига имеет долгую историю владельцев, чей чистый капитал в значительной степени зависел от стоимости их команд. Даже сегодня многие клубы лиги принадлежат бизнесменам (или их наследникам), которые, будучи относительно состоятельными по меркам того времени, основали или купили футбольную команду, стоимость которой с тех пор выросла гораздо больше, чем любые другие деловые проекты, которыми они могли заниматься изначально. Однако, даже с учётом этих соображений, чистый капитал Моделла всегда был относительно невелик по сравнению с большинством других владельцев, несмотря на его давнее влияние в кругах лиги.
Проблемы с капитализацией «Браунз» возникли ещё до того, как легендарный тренер Пол Браун основал их как в рамках Всеамериканской футбольной конференции (AAFC). Моделл был нанят во многом потому, что НФЛ отчаянно стремилась избежать любого ощущения нестабильности франшизы, особенно в условиях конкуренции с молодой на тот момент (но хорошо финансируемой) Американской футбольной лигой (AFL). Поскольку «Кливленд» сыграл решающую роль в обеспечении относительного успеха AAFC и возможном частичном слиянии с высшей лигой, НФЛ стремилась не уступить рынок конкурирующей лиге, как это произошло в 1946 году, когда она разрешила «Кливленд Рэмс» переехать в Лос-Анджелес. Таким образом, покупка команды Моделлом была одобрена НФЛ на условиях, которые в противном случае лига могла бы отклонить. Это была одна из самых крупных покупок с привлечением заемных средств в истории лиги, в данной сделке большая часть была именно такими.
С одной стороны, окончательные переговоры о слиянии с AFL положили конец дорогостоящим торгам за игроков в эпоху, когда по-настоящему свободных агентов не существовало, что позволило «Браунс» оставаться конкурентоспособными несмотря на ограниченный бюджет. Тем не менее, Моделл большую часть своего пребывания на посту владельца «Браунс» испытывал финансовые трудности, особенно в связи с резким ростом процентных ставок и затрат на содержание команды НФЛ, а также ростом стоимости франшиз лиги. Когда 1960-е годы подошли к концу, «Браунз» приняли участие в финальном матче чемпионата НФЛ перед слиянием, однако финансовые дела Моделла были в таком тяжелом состоянии, что это стало главным фактором в его решении лоббировать перевод «Браунз» (наряду с «Питтсбург Стилерз» и «Балтимор Колтс») в Американскую футбольную конференцию после завершения слияния в 1970 г. НФЛ и АФЛ в обмен на финансовую компенсацию от других владельцев НФЛ и AFL. Однако выплаты в 3 млн долл. долларов в конечном итоге оказалась крайне недостаточной для погашения растущих долгов команды.
Финансовое положение команды вынудило Моделла предпринять юридически сомнительные меры, чтобы сохранить платежеспособность. Например, он попытался переложить ответственность за несколько личных безнадежных кредитов на структуру футбольной команды, что побудило одного из его миноритарных партнеров подать на него в суд. Ещё в 1983 году Моделл пришел к выводу, что он никогда не сможет выплатить все свои долги до истечения срока его контракта с городом. Осознав, сколько доходов было потеряно из-за переезда «Индианс» со стадиона «Кливленд», он потребовал провести референдум о выделении 175 млн долл. в виде налогов на реконструкцию устаревшего и приходящего в упадок стадиона.
Ранее в начале десятилетия Балтимор пытался уговорить «Цинциннати Бенгалс» и владельца Майка Брауна перевести свою команду, и Браун даже приезжал с группой в город в попытках найти новое место для команды.

## Объявление о переезде
12 декабря 1994 года Моделл заявил своему совету директоров, что не верит в проведение референдума о повышении налога на прибыль, поскольку вырученные средства были бы использованы либо для финансирования отремонтированного муниципального стадиона, либо для строительства нового стадиона. Затем Моделл сообщил, что если референдум провалится, ему придётся перевезти «Браунс».
В начале сезона 1995 года «Браунс», которых тренировал Билл Беличик, завершали сезон плей-офф в 1994 г. с результатом 11:5 и вышла во второй раунд плей-офф. Sports Illustrated предсказал, что «Брауны» будут представлять АФК на Супербоуле XXX в конце сезона 1995 г., и команда начала со счетом 3:1, но затем проиграла следующие три игры.
Пока это происходило, миноритарный владелец «Браунс» Эл Лернер в частном порядке уговаривал Моделла рассмотреть возможность переезда в Балтимор. Он убедил Моделла связаться с Джоном Моагом, недавно назначенным председателем администрации стадиона в Мэриленде. Ранее в этом году лига сообщила Моагe, что Балтимор получит новую или переехавшую из другого города команду, если стадион уже будет построен.
Выборные должностные лица в Балтиморе и Мэриленде все ещё переживали из-за переезда «Кольтс» в Индианаполис после сезона 1983 года и отказались выделять какие-либо деньги на строительство нового стадиона, если администрация стадиона не заключит сделку с командой. Имея это в виду, Moaг в 1995 г. сделал несколько звонков Моделу, которые оставались без внимания. Наконец, в конце июля Моделл разрешил Лернеру встретиться с Моагом при условии, что Лернер укажет, что Моделл не серьёзно относится к переезду. На этой встрече Моаг предложил отдать «Браунс» права на новый стадион стоимостью 220 млн долл., предложив продолжить переговоры в случае появления у владельцев команды серьёзного интереса к переезду.
Переговоры продолжались в тайне до сентября, когда Моаг сказал Лернеру, что если команда серьёзно настроена на переезд, «вам нужно действовать, и действовать немедленно.» Несколько дней спустя Лернер, Моделл и Моаг встретились в офисе Лернера в центре Манхэттена. На этой встрече Моаг представил меморандум о взаимопонимании, который был почти идентичен тому, что он предлагал «Цинциннати Бенгалс» несколькими месяцами ранее: сделка, которая в конечном итоге привела к тому, что жители Цинциннати провели референдум о строительстве стадиона «Пол Браун». Действительно, в некоторых абзацах по-прежнему упоминался «Цинциннати», а не «Кливленд»." Моделл все ещё испытывал некоторое беспокойство по поводу сделки, но подписал контракт после того, как Моаг заверил его, что болельщики «Балтимора» будут приветствовать его как героя.
Вскоре после этого Моделл сообщил президенту «Сан-Франциско Форти Найнерс» Кармен Полис, что он переводит «Браунз» в Балтимор. Полис был хорошо осведомлен о том, что отношения между Моделом и «Кливлендом» стали довольно напряженными, и тайно сотрудничал с владельцем «Питтсбург Стилерс» Дэном Руни, чтобы удержать «Браунз» в Кливленде. Политики призвали Моделла встретиться с комиссаром НФЛ Полом Тальябуэ в надежде разрешить ситуацию, но Моделл сразу же отверг это предложение.
6 ноября 1995 г., когда команда имела результат 4:5, Моделл объявил на пресс-конференции в Camden Yards, что подписал контракт о переезде «Браунз» в Балтимор на сезон 1996 года. Команда должна была играть на бывшем домашнем стадионе «Колтс» (Мемориал Стэдиум), пока строился новый стадион. Моделл сказал, что, по его мнению, у города Кливленд не было ни финансирования, ни политической воли для строительства первоклассного стадиона. Уже на следующий день, 7 ноября, избиратели Кливленда подавляющим большинством голосов одобрили вышеупомянутый налоговый вопрос о реконструкции Кливлендского стадиона.
Несмотря на это, Моделл исключил возможность пересмотра своего решения, публично заявив, что его отношения с Кливлендом были безвозвратно разорваны. «Мост разрушен, сожжен, исчез», — сказал он. «У меня там даже каноэ нет» По правде говоря, Моделл был доведен до слез, когда подписывал меморандум о взаимопонимании в сентябре: он даже сказал Моагу, что подписание этого документа было «самым трудным в моей жизни» и означало «конец нашей жизни в Кливленде» Годы спустя давний главный юрисконсульт «Браунс» Джим Бейли сказал The Athletic, что Моделл был «эмоционально подавлен», когда подписывал меморандум.

## Первая реакция
Город Кливленд подал в суд на компанию Модела, the Browns, Stadium Corp., администрацию стадиона в Мэриленде и директора администрации Джона А. Моага-младшего в деле Город Кливленд против Кливленда Браунс и др., дело № CV-95-297833 в окружном суде общей юрисдикции Кайахоги, за нарушение правил договора аренды, по которому команда должна была проводить свои домашние матчи на стадионе "Кливленд" в течение нескольких лет после 1995 г. и предписывавшем команде оставаться в городе как минимум до 1998 г. Болельщики и владельцы билетов подали еще несколько исков Конгресс США даже провел слушания по этому вопросу.
Комик Дрю Кэри вернулся в свой родной город Кливленд 26 ноября 1995 года, чтобы провести «Фанатский джем» в знак протеста против предложенного переезда. Во время матча «Браунс» против «Питтсбург Стилерс» в Питтсбурге была проведена акция протеста, но телеканал ABC, транслировавший игру (а также транслировавший новый ситком Кэри), отказался освещать или упоминать об этом протесте. Эта игра была одним из немногих случаев, когда фанаты «Стилерс» и «Браунс» поддерживали друг друга, поскольку болельщики в Питтсбурге считали, что Моделл лишает их команду их давнего соперничества с «Браунс». Фанаты «Браунс» отреагировали на эту новость с гневом, надев шляпы и футболки с надписью «Мук Фоделл» (англ. Muck Fodell).
«Браунс» финишировали в том сезоне со счетом 5:11, опередив только «Джэксонвилл Джагуарс», которым они проиграли дважды на центральном стадионе АФК и став первой командой в современной истории НФЛ, дважды проигравшей команде-новичку. Практически все спонсоры команды прекратили свою поддержку, оставив стадион Кливленда без рекламы в последние недели существования команды. После этого объявления команда проиграла все свои домашние матчи, кроме финала, в котором обыграла «Цинциннати Бенгалс» со счетом 26:10. Сама игра не транслировалась по местному телевидению на канале WKYC, но NBC вел обширную предматчевую трансляцию из Кливленда. Во время трансляции ведущий Боб Костас отметил «последнюю печальную иронию» в том, что уроженец Бруклина Модел перенес любимую франшизу так же, как Уолтер О’Мэлли перенес «Доджерс» в Лос-Анджелес.

## Последствия и наследие
Двое игроков из состава «Браунс» 1995 года выпуска вернулись в «Кливленд» в 1999 году. Это были Антонио Лэнгхэм, который провел сезон 1998 года в «Сан-Франциско 49ерс» и был выбран «Браунз» на драфте расширения, и Орландо Браун, который играл за «Балтимор» до 1998 года и подписал контракт с «Кливлендом» в качестве свободного агента. Каждый из игроков отыграл за «Кливленд» только сезон 1999 года. В конечном счете, они были единственными игроками, выступавшими за «Браунс» под руководством Моделла и Лернера.
Восстановленные «Брауны» провели всего четыре победных сезона с момента возвращения в НФЛ в 1999 году, с рекордами 9-7 в 2002 году, 10-6 в 2007 году, 11-5 в 2020 году и 11-6 в 2023 году, завоевав путевки в плей-офф в 2002, 2020 и 2023 годах. Между тем, «Рэйвенс» добились большего успеха, выйдя в плей-офф 15 раз с 2000 года и выиграв Суперкубок XXXV и XLVII, к разочарованию болельщиков «Браунс». Мэтт Стовер, долгое время игравший за «Рэйвенс», был последним игроком «Рэйвенс», который выступал за «Браунс» Моделла — он покинул «Рэйвенс» после сезона 2008 года, когда команда решила не подписывать с ним новый контракт, и завершил карьеру в «Индианаполис Колтс». Генеральный менеджер и бывший игрок тайт-энд «Браунс» Оззи Ньюсом, который занимал должность руководителя фронт-офиса под руководством Моделла в Кливленде, оставался в «Рэйвенс» до отставки в 2018 г.
Этот переезд отразился и на Питтсбурге. Владелец «Стилерс» Дэн Руни с Ральфом Уилсоном из «Биллс» единственные выступили против переезда Моделла в Балтимор из-за взаимного уважения к команде и болельщикам. Из-за этого переезда соперничество между «Браунс» и «Стилерс» сохранилось как одно из самых острых в НФЛ, хотя для фанатов в Питтсбурге несколько поутихло из-за неуспеха новых «Браунс». Некоторые болельщики «Стилерс» считают соперничество «Рэйвенс» и «Стилерс» духовным наследием и одним из самых ожесточенных на данный момент в НФЛ. После возвращения в НФЛ соперничество «Браунс» и «Стилерс» было в основном односторонним в сторону Питтсбурга, болельщики «Браунс» по-прежнему считают команду главным соперником.
Моделл продолжала испытывать финансовые трудности даже после переезда. Как и у нескольких других владельцев, которые приобрели свои команды до слияния AFL и NFL, чистый капитал Моделла к концу его пребывания в должности был в основном основан на оценке стоимости его команды, и у него было относительно немного внешних средств, которые могли бы помочь покрыть расходы его клуба. Из-за таких постоянных финансовых трудностей руководство НФЛ поручило Моделлю инициировать продажу его франшизы. 27 марта 2000 года владельцы НФЛ одобрили продажу 49 % акций «Рэйвенс» Стиву Бискиотти.В рамках сделки у Бискиотти был опцион на покупку оставшихся 51 % за 325 млн долл. в 2004 г., 8 апреля НФЛ одобрила покупку.
Хотя Моделл позже ушел в отставку и отказался от руководства «Рэйвенс», в Кливленде его по-прежнему презирают не только за то, что он перешел в «Браунс», но и за то, что в 1963 году он уволил главного тренера Пола Брауна (который в конечном итоге основал будущего главного соперника «Бенгалс» в 1968 году). Некоторые считают, что переезд и последующие судебные иски стоили Моделлу места в Зале славы профессионального футбола, который находится в Кантоне в штате Огайо в 60 милях к югу от Кливленда и являющемся частью телевизионного рынка Кливленда и сферы влияния «Браунс». Моделл умер в 2012 году, так и не вернувшись в Кливленд. «Браунс» стали единственной командой НФЛ, которая в следующее воскресенье на своей домашней игре не упомянула, а тем более не почтила смерть Модела. Это было сделано по просьбе его пасынка Дэвида, который опасался, что это заявление будет встречено с гневом фанатами «Браунс», все ещё расстроенными из-за переезда.